# Myna-de-face-amarela
Myna-de-face-amarela (Mino dumontii) é uma espécie de ave da família Sturnidae. Pode ser encontrada na Nova Guiné e ilhas vizinhas menores. Os seus habitats naturais são: florestas de terras baixas húmidas tropicais ou subtropicais. Anteriormente estava classificada como uma subespécie de Myna-de-cauda-longa. É uma das maiores espécies de estorninho, atingindo 23 a 26 cm de comprimento e pesa cerca de 217 g.
Eles são sociais e omnívoros. Sua dieta consiste frequentemente de insetos e frutas. A maioria das aves têm a plumagem escura, com um brilho metálico.